# Alone in the Dark (jogo eletrônico de 2008)
Alone in the Dark, originalmente conhecido como Alone in the Dark: Near Death Investigation e informalmente conhecido como Alone in the Dark 5 para evitar a confusão dos nomes, é o quinto título da série de jogos de survival horror com o mesmo nome criado pela Atari. O jogo foi lançado para Microsoft Windows, PlayStation 2, Wii e Xbox 360 na Europa, América do Norte e na Austrália em junho de 2008. A versão para PlayStation 3, intitulado Alone In The Dark: Inferno, foi lançada em 18 de novembro de 2008 e inclui várias melhorias das outras versões. As versões de Windows, Xbox 360 e PlayStation 3 foram desenvolvidas pela Eden Games, enquanto que as versões para PS2 e Wii foram simultaneamente desenvolvidas pela Hydravision Entertainment. A versão de Alone In The Dark para o PS2/Wii é um jogo completamente diferente da versão de PS3/X360. Embora ambos tenham um enredo semelhante, possuem níveis muito diferentes, removendo toda a freeroaming das outras versões. Apesar de receber um misto de opiniões negativas, Alone In The Dark foi um sucesso financeiro.[carece de fontes?]

## Enredo
O jogo começa com Edward Carnby, um investigador paranormal e o personagem principal, sendo levado para o telhado do edifício, para ser morto. O guarda é morto por uma força invisível, permitindo que Edward escape. Ele está com amnésia e não lembra de nada. Enquanto ele vagueia pelo edifício à procura de uma saída, ele testemunha várias pessoas sendo mortas ou possuídas por forças demoníacas. Durante sua busca por uma saída, ele conhece Sarah Flores, uma negociante de arte (urbanista na versão de PS2/Wii). Juntos, eles fazem seu caminho até a garagem, onde eles encontram Theophile Paddington, um velho homem que afirma saber o que está acontecendo. Ele diz que o caos no edifício foi causado por uma pedra que, até recentemente, fora guardada por Edward. Ela tinha sido tirada de Edward por um homem chamado Crowley, que lançou o seu poder. Paddington tem a pedra agora e, finalmente, afirma que, a fim de acabar com o caos, Edward deve seguir o "Caminho da Luz", antes que seja tarde demais.
Os três entram em um carro e partem para a cidade, encontrando no caminho o mesmo tipo de caos do edifício que acabaram de sair, depois de um terremoto apocalíptico com uma fissura gigante acabar com as ruas e eles se acidentarem no Central Park. Lá, Paddington afirma que ele não tem força para continuar. Ele entrega a pedra para Edward e pede que ele e Sarah o encontrem no museu e então se mata.
No caminho para o museu, Edward descobre que seu sobrenome é Carnby. Ele diz seu nome a um médico que o conhece e que cuida de seus ferimentos.
No museu, o fantasma de Paddington explica mais sobre a pedra. Ela continha o Lúcifer, depois que ele foi expulso do céu, até Crowley o soltar. Lúcifer quer agora usar a pedra para trazer o fim do mundo. Paddington diz à Edward que existe um segredo no Central Park, que permitirá que Edward impeça Lúcifer. Enquanto Edward faz o seu caminho de volta ao Central Park, Sarah permanece no museu, e o envia trechos do diário de Paddington, que ela acredita que vai ajudar Edward. Uma vez no Central Park, Edward encontra Hermes, que possui uma pedra semelhante ao que Edward tem.
Edward e Hermes retornam ao museu para encontrar Crowley, exigindo a pedra de Edward. Edward atira na cabeça de Crowley, em seguida, Hermes abre uma caverna no museu que liga o portal de Lúcifer até a realidade. Hermes combina a sua pedra com a de Edward, então, ele diz à Edward que Lúcifer em breve será reencarnado. Enquanto Lúcifer começa a tomar o corpo de Edward, Sarah pega a pedra para impedir que Edward seja possuído. Neste ponto, o jogador é apresentado à escolha de Sarah em atirar para impedí-lo de ser possuído ou não fazer nada. Se o jogador escolher que a Sarah atire, Edward se torna possuído por Lúcifer. Caso contrário, Edward abraça Sarah e Lúcifer, que possuía ela , provoca-o e lhe pergunta como se sente ao estar sozinho, para o qual Edward responde: "Eu estou acostumado com isso", e vai embora enquanto o jogo termina. Não se sabe o que aconteceu com Edward, Sarah e Hermes.

## Jogabilidade
A jogabilidade de Alone In The Dark é muito diferente dos outros jogos da série. Ele é definido através de um DVD no estilo "episódios", onde o jogador pode escolher começar o jogo desde o início, ou escolher passar para uma seção onde se fica preso. Se optar por fazê-lo, os eventos passados são recolhidos em um "Anteriormente em Alone In The Dark ..." numa cutscene no início do episódio.
Alone In The Dark possui uma câmera intercambiável em primeira e terceira pessoa e um estilo de jogo quebra-cabeça. O ambiente possui uma grande parte na jogabilidade, com o jogador podendo pegar qualquer objeto (como tubos, madeira, etc) e usá-lo como uma arma branca e também podendo ser usado para esmagar portas. O fogo é gerado em tempo real, com os objetos podendo ser incendiados, segurando-os sobre o fogo, e podendo ser extintos. Se o fogo não se extingue rápido o suficiente, as chamas continuam a se regenerar. O jogador pode pegar objetos, e combiná-los para fazer estilos diferentes de armas, no entanto, apenas alguns objetos podem ser combinados com outros.
Se o jogador toma danos, feridas abertas aparecem na roupa de Edward. O jogador deve usar um spray medicinal, ou se as feridas são muito profundas, usar bandagens para curar-se. Se Edward levar muito dano, a tela pisca em vermelho, e o som de um batimento cardíaco será ouvido indicando que ele está sangrando.

## Vendas
Em 30 de junho de 2008 já tinham sido vendidas 1.2 milhões de cópias do jogo em todo mundo.